# Auguste Deslinières
Auguste Deslinières, également connu sous le pseudonyme Beausapin, né le 26 septembre 1851 à Paris et mort le 21 mai 1935 à Saint-Bohaire (Loir-et-Cher), est un journaliste français.

## Biographie
Né le 26 septembre 1851 au no 55 de la rue de Paradis, dans l'ancien 3e arrondissement de Paris, Jean Baptiste Augustin Deslinières est le fils de Marie-Agnès Deslinières, née Claudel, et de Jean Deslinières, tailleur. Il est le frère aîné de Lucien Deslinières.
Âgé de 18 ans, Auguste Deslinières fait ses débuts de journaliste satirique à La Charge d'Alfred Le Petit. Sous le nom de plume de Beausapin, il collabore au Tintamarre entre 1874 et 1884 ainsi qu'au Sifflet entre 1875 et 1877.
Le 6 décembre 1879, Auguste Deslinières s'associe à son frère Lucien sous la raison sociale « Deslinières frères » pour fonder une imprimerie à Montluçon. Ils y impriment La Démocratie bourbonnaise, qui deviendra La Démocratie du Centre sous la direction de Lucien.
Fin 1883, Beausapin publie La Bible comique, un ouvrage anticlérical illustré par Lavrate.
En février-mars 1884, les rédacteurs du Tintamarre, « en délicatesse » avec leur directeur, Léon Bienvenu, partent fonder un nouveau journal satirique, Le Tapageur. Auguste Deslinières, secrétaire-gérant du Tintamarre entre 1881 et 1884, devient le rédacteur en chef de ce nouvel hebdomadaire, qui n'a finalement qu'une existence éphémère.
Par la suite, Auguste Deslinières publie des chroniques et des articles de fantaisie dans divers journaux tels que L'Opinion, Le Télégraphe, Le Voltaire, Le Tam-Tam, Le Charivari et le Journal amusant.
Le 8 janvier 1890, il adhère à l'Association des journalistes parisiens.
Retiré depuis plusieurs années à Saint-Bohaire, il y meurt le 21 mai 1935.